# 技能審査
技能審査（ぎのうしんさ）は、公益法人等（地方公共団体を含む）による労働者の技能評価制度である。国家検定としての技能検定を補完する制度として、1973年（昭和48年）10月1日に創設された。

## 概要
技能審査認定規程（労働省告示第54号、昭和48年9月28日）に基づいて、非営利団体が実施する技能審査のうち、技能振興上推奨すべきものを厚生労働大臣が認定する制度である。
（厚生労働省が認定する）技能検定および認定社内検定とは対応範囲が異なり、お互いを補完する関係となっている。
| 種別         | 根拠               | 認定対象                                                    | 実施機関                      |
| ------------ | ------------------ | ----------------------------------------------------------- | ----------------------------- |
| 技能検定     | 職業能力開発促進法 | 普遍性を有する技能および知識                                | 職業能力開発協会 指定試験機関 |
| 技能審査     | 技能審査認定規程   | 共通性はあるが労働者の少ない技能 特定地域にのみ存在する職種 | 非営利団体                    |
| 認定社内検定 | 社内検定認定規定   | 個別の企業において特有な技能                                | 事業主                        |

平成12年の行政改革大綱によって新規の認定が停止された。

## 認定を受けた技能審査
技能審査認定規程により厚生労働大臣の認定を受けた技能審査は、2009年（平成21年）4月1日現在で、以下のとおりである。
- 神奈川県箱根細工技能審査（称号：箱根細工技能師、実施者：神奈川県）
- 神奈川県鎌倉彫技能審査（称号：鎌倉彫技能師、実施者：神奈川県）
- 新潟県村上木彫堆朱彫刻技能審査（称号：村上木彫堆朱彫刻士、実施者：新潟県）
- 印刷営業技能審査（称号：管理印刷営業士、印刷営業士、実施者：全日本印刷工業組合連合会）
- 富山県井波木彫刻技能審査（称号：井波木彫刻士、実施者：富山県）
- 圧入施工技能審査（称号：圧入施工技士、実施者：全国圧入協会）
- 葬祭ディレクター技能審査（称号：葬祭ディレクター、実施者：葬祭ディレクター技能審査協会）
- コンクリート等切断穿孔技能審査（称号：コンクリート等切断穿孔技士、実施者：ダイヤモンド工事業協同組合）
- CADトレース技能審査[注 1]（称号：CADトレース技士、実施者：中央職業能力開発協会）

## 過去に認定を受けた技能審査
1993年（平成5年）3月末の時点では、以下の18職種が認定されていた。
- 神奈川県箱根細工技能審査
- 神奈川県鎌倉彫技能審査
- 山梨県宝石研磨技能審査
- 新潟県村上木彫推朱彫刻技能審査
- テラー技能審査
- 料飲接遇サービス技能審査（レストランサービス技能士に移行）
- POP広告クリエイター技能審査
- 金融渉外技能審査
- 翻訳技能審査
- 印刷営業技能審査
- サインボード・デザイン技能審査
- 介護サービス技能審査
- 富山県井波木彫刻技能審査
- ビル設備管理技能審査（ビル設備管理技能士に移行）
- 事務処理技能審査
- 産業カウンセラー技能審査
- 吹付け硬質ウレタンフォーム断熱施工及び圧入施工技能審査